# Andy Carroll
Andrew Thomas "Andy" Carroll (sinh ngày 6 tháng 1 năm 1989) là một cầu thủ bóng đá người Anh hiện chơi cho câu lạc bộ Championnat National 2 Bordeaux ở vị trí tiền đạo.
Carroll bắt đầu sự nghiệp của mình với Newwcastle United vào năm 2006, trước khi được cho mượn tới Preston North End.Anh khẳng định được mình khi về lại Newcastle và được chọn vào đội một vào năm 2008,cùng Newcastle lên hạng từ Championship tới Premier League vào năm 2009, ghi 17 bàn trong 39 trận để giúp Newcastle ở lại giải đấu danh giá nhất nước Anh. Mùa giải tiếp theo Carroll tiếp tục chơi cho Newcastle, ghi 11 bàn thắng trong 19 trận.

## Sự nghiệp câu lạc bộ

### Newcastle United
Carroll, một cây săn bàn ở đội dự bị Newcastle, có trận ra mắt ở đội I ở trận đấu thuộc cúp UEFA gặp Palermo vào ngày 2 tháng 11 năm 2006 khi anh vào sân từ ghế dự bị và trở thành cầu thủ trẻ nhất từng ra sân cho Newcastle ở cúp châu Âu, ở tuổi 17 và 300 ngày.
Anh có trận ra mắt ở cúp FA vào ngày 17 tháng 1 năm 2007, vào sân từ ghế dự bị ở những phút cuối trong trận thua 5-1 trên sân nhà trước Birmingham City. Vào ngày 25 tháng 2 năm 2007, Carroll có trận ra mắt ở Premier League cho Newcastle, vào sân ở phút 87 trong trận thua 1-0 trước Wigan Athletic, anh suýt nữa đã ghi được bàn thắng nhưng nhờ pha cản phá xuất thần của thủ môn John Filan mới khiến anh không ghi được bàn đầu tiên cho Newcastle.
Vào năm 2007, anh nhận giải thưởng "Wor Jackie Millburn", giải thưởng được trao hàng năm cho các tài năng trẻ thuộc vùng Đông Bắc.
Vào ngày 29 tháng 7 năm 2007, Carroll ghi bàn đầu tiên với cú sút bằng chân trái trong chiến thắng 2-0 trước Juventus trong một trận giao hữu. Sau trận đấu, Carroll nhận được lời tán dương từ Gianluigi Buffon, người nói rằng Carroll sẽ có một tương lai xán lạn.

### Cho mượn ở Preston North End
Vào ngày 14 tháng 8 năm 2007, Carroll bắt đầu giai đoạn 6 tháng cho mượn ở Preston North End, và có trận ra mắt ở Cúp Liên đoàn bóng đá Anh gặp Morecambe cùng ngày. Carroll bị đuổi khỏi sân trong trận gặp Scunthorpe United vào ngày 18 tháng 9. Anh ghi bàn đầu tiên ở một giải đấu chính thức vào ngày 6 tháng 11 vào lưới Leicester City.

### Trở về Newcastle
Carroll có trận đấu đầu tiên cho Newcastle United ở mùa giải 2008-09 vào ngày 20 tháng 10, vào sân từ ghế dự bị thay Shola Ameobi trong trận đấu trên sân nhà gặp Manchester City. Carroll ghi bàn đầu tiên cho Newcastle trong trận đấu đầu tiên anh được ra sân từ đầu vào lưới West Ham United trong trận hòa 2-2 vào ngày 10 tháng 1 năm 2009. Anh ký hợp đồng 3 năm rưỡi, bản hợp đồng giữ anh ở lại Newcastle tới năm 2013.
Sau khi Newcastle xuống hạng, và sự ra đi của những tiền đạo chính như Michael Owen, Mark Viduka, Obafemi Martins, Carroll cùng với Shola Ameobi tạo thành bộ đôi trên hàng công của Newcastle ở giai đoạn đầu mùa giải. Bàn thắng đầu tiên anh ghi được ở Championship là vào ngày 16 tháng 9 năm 2009 vào lưới Blackpool từ một cú đánh đầu. Tới năm 2010 Carroll hầu như chơi mọi trận đấu, với người đá cặp mới là Peter Løvenkrands. Bộ đôi này ghi hơn một nửa số bàn thắng của đội bóng vào năm 2010. Carroll kết thúc mùa giải với tư cách là cầu thủ ghi nhiều bàn nhất cho đội bóng, với 19 bàn ở mọi mặt trận, 17 bàn ở Championship.
Carroll được trao số áo 9 trong mùa giải 2010-11, một số áo có nhiều ý nghĩa đối với các cổ động viên Newcastle, nó từng được trao cho những huyền thoại như Jackie Millburn, Malcolm Macdonald và Alan Shearer. Carroll ghi cú hattrick đầu tiên trong sự nghiệp ở trận thắng 6-0 trước Aston Villa ở Premier League vào ngày 22 tháng 8 năm 2010. Carroll lần đầu đeo băng đội trưỏng đội bóng vào ngày 3 tháng 10 năm 2010 khi anh vào sân thay Kevin Nolan ở trận gặp Manchester City. Vào tháng 10 năm 2010, Carroll ký bản hợp đồng mới với thời hạn 5 năm giữ anh ở đội bóng tới năm 2015. Carroll ghi bàn thứ 3 cho Newcastle trong trận thắng 3-1 trước Liverpool ở sân St. James' Park vào ngày 11 tháng 12 năm 2010 ở khoảng cách 25m.

### Liverpool
Vào ngày 31 tháng 1 năm 2011, Liverpool đưa ra lời đề nghị trị giá 30 triệu bảng cho Carroll, lời đề nghị sau đó đã bị từ chối. Newcastle sau đó đồng ý lời đề nghị 35 triệu bảng và sau một cuộc kiểm tra sức khoẻ chóng vánh, vụ chuyển nhượng đã được hoàn tất ngay trước hạn chót. Liverpool xác nhận Carroll sẽ đeo áo số 9 trước đây của Fernando Torres, người cũng rời Liverpool F.C. để tới Chelsea F.C. Trong cùng buổi tối đó, vụ chuyển nhượng khiến Carroll trở thành cầu thủ đắt giá thứ 8, và là cầu thủ người Anh đắt giá nhất mọi thời đại. "Tôi không muốn ra đi.", anh cho biết đã bị ông chủ Newcastle Mike Ashley đẩy đi. Anh ghi bàn thắng đầu tiên cho Liverpool bằng một cú đúp vào lưới Manchester City trong chiến thắng 3-1. Bàn còn lại do Kuyt ghi. Bàn thắng đó ở vòng 36, mùa giải 2010/2011. Anh được nhiều cổ động viên The Kop kì vọng cùng Luis Suarez sẽ thay thế khoảng trống mà Torres để lại trước khi cầu thủ này qua Chelsea.Anh có trận đấu đầu tiên là chiến thắng 3-1 trước Manchester United vào ngày 6 tháng 3 năm 2011.

### West Ham United
Ngày 30 tháng 8 năm 2012, Carroll tới West Ham theo một bản hợp đồng cho mượn dài hạn.Ở đội bóng mới anh được hưởng mức lương 80.000 bảng Anh-một tuần.

## Thống kê sự nghiệp

### Câu lạc bộ
Tính đến 23 tháng 11 năm 2015
| Câu lạc bộ               | Mùa giải            | Premier League      | Premier League | Premier League | FA Cup | FA Cup | League Cup | League Cup | Khác | Khác | Tổng cộng | Tổng cộng |
| Câu lạc bộ               | Mùa giải            | Hạng                | Trận           | Bàn            | Trận   | Bàn    | Trận       | Bàn        | Trận | Bàn  | Trận      | Bàn       |
| ------------------------ | ------------------- | ------------------- | -------------- | -------------- | ------ | ------ | ---------- | ---------- | ---- | ---- | --------- | --------- |
| Newcastle United         | 2006–07             | Premier League      | 4              | 0              | 1      | 0      | 0          | 0          | 2    | 0    | 7         | 0         |
| Newcastle United         | 2007–08             | Premier League      | 4              | 0              | 2      | 0      | 0          | 0          | —    | —    | 6         | 0         |
| Newcastle United         | 2008–09             | Premier League      | 14             | 3              | 2      | 0      | 0          | 0          | —    | —    | 16        | 3         |
| Newcastle United         | 2009–10             | Championship        | 39             | 17             | 3      | 2      | 0          | 0          | —    | —    | 42        | 19        |
| Newcastle United         | 2010–11             | Premier League      | 19             | 11             | 0      | 0      | 1          | 0          | —    | —    | 20        | 11        |
| Newcastle United         | Tổng cộng           | Tổng cộng           | 80             | 31             | 8      | 2      | 1          | 0          | 2    | 0    | 91        | 33        |
| Preston North End (mượn) | 2007–08             | Championship        | 11             | 1              | 0      | 0      | 1          | 0          | —    | —    | 12        | 1         |
| Liverpool                | 2010–11             | Premier League      | 7              | 2              | 0      | 0      | 0          | 0          | 2    | 0    | 9         | 2         |
| Liverpool                | 2011–12             | Premier League      | 35             | 4              | 6      | 4      | 6          | 1          | —    | —    | 47        | 9         |
| Liverpool                | 2012–13             | Premier League      | 2              | 0              | 0      | 0      | 0          | 0          | 0    | 0    | 2         | 0         |
| Liverpool                | Tổng cộng           | Tổng cộng           | 44             | 6              | 6      | 4      | 6          | 1          | 2    | 0    | 58        | 11        |
| West Ham United (mượn)   | 2012–13             | Premier League      | 24             | 7              | 0      | 0      | 0          | 0          | —    | —    | 24        | 7         |
| West Ham United          | 2013–14             | Premier League      | 15             | 2              | 0      | 0      | 1          | 0          | —    | —    | 16        | 2         |
| West Ham United          | 2014–15             | Premier League      | 14             | 5              | 2      | 0      | 0          | 0          | —    | —    | 16        | 5         |
| West Ham United          | 2015–16             | Premier League      | 7              | 1              | 0      | 0      | 1          | 0          | —    | —    | 8         | 1         |
| Tổng cộng                | Tổng cộng           |                     | 60             | 15             | 2      | 0      | 2          | 0          | —    | —    | 64        | 15        |
| Tổng cộng sự nghiệp      | Tổng cộng sự nghiệp | Tổng cộng sự nghiệp | 195            | 53             | 16     | 6      | 10         | 1          | 4    | 0    | 225       | 60        |

### Quốc tế
Tính đến ngày 12 tháng 10 năm 2012.
| Đội tuyển quốc gia | Năm       | Trận | Bàn |
| ------------------ | --------- | ---- | --- |
| Anh                | 2010      | 1    | 0   |
| Anh                | 2011      | 2    | 1   |
| Anh                | 2012      | 6    | 1   |
| Tổng cộng          | Tổng cộng | 9    | 2   |

### Bàn thắng quốc tế
| #  | Ngày                | Địa điểm                            | Đối thủ   | Bàn thắng | Kết quả | Giải đấu  |
| -- | ------------------- | ----------------------------------- | --------- | --------- | ------- | --------- |
| 1. | 29 tháng 3 năm 2011 | Sân vận động Wembley, Luân Đôn, Anh | Ghana     | 1–0       | 1–1     | Giao hữu  |
| 2. | 15 tháng 6 năm 2012 | Sân vận động Olympic, Kiev, Ukraina | Thụy Điển | 1–0       | 3–2     | Euro 2012 |

## Danh hiệu

### Câu lạc bộ
Newcastle United
- Football League Championship: 2009–10[9]

Liverpool
- Cup Liên đoàn Anh: 2011–12[10]
- FA Cup: Á quân 2011–12[11]

### Cá nhân
- Jackie Milburn Trophy: 2007[12]
- PFA Team of the Year: 2009–10 Championship[13]